# Sternstein
Sternstein är ett berg i Österrike. Det ligger i distriktet Urfahr-Umgebung och förbundslandet Oberösterreich, i den nordöstra delen av landet, 160 km väster om huvudstaden Wien. Toppen på Sternstein är 1 125 meter över havet.